# 楕円幾何学
楕円幾何学（だえんきかがく、英語：elliptic geometry）は、まっすぐな空間（ユークリッド空間、放物幾何的空間）ではなく、ある特徴（至る所で正の曲率）を持つ曲がった空間の中における幾何学を論じた数学の一分野。リーマンが球面モデルを考えたため、楕円幾何学の事を指してリーマン幾何学と呼ぶこともあるが、一般にはリーマン幾何学とは別のものである。

## 概要
楕円幾何学は、平行線公準あるいは平行線公理とも呼ばれるユークリッド原論における第5公準「任意の直線上にない一点を通る平行な直線がただ一本存在すること」に代わり、それを否定する公理を付け加え、その新たな平行線公理と無矛盾な体系として得られる幾何学である非ユークリッド幾何学の一つである。
楕円幾何学では、第5公準の代わるものとして「ある直線 L とその直線の外にある点 p が与えられたとき、p を通り L に平行な直線は存在しない」という平行線公理を要請し、さらに無矛盾性を得るために第2公準「有限の直線を連続的にまっすぐ延長すること」も同時に否定される。

## 楕円幾何学のモデル
楕円幾何学のモデルとして代表的なのは球面と射影平面の二つである。
- 球面について

平面においては二本の平行線は決して交わることはないが、同じ二次元の広がりを持つ球面においては、赤道に対し垂直に引かれた二本の "直線" は、平行であるように見えるものの、極において交わる。ただし、ここでいう "直線" とは、任意の二点に対しその間を結ぶ最短の曲線を線分として、その延長として得られる曲線（測地線）を球面上で定義される直線としているものである。すなわち球面上の直線とは大円（その中心が球の中心と一致する円の周）のことである。
このような意味での直線をもつ球面はリーマン球面と呼ばれ、楕円幾何学の一つのモデル（球面モデル）になっている。また、このような球面上の幾何学を球面幾何学という。たとえば角度や距離といった幾何学でおなじみの概念は、測地線の意味での直線という概念によって自然に定義され、この幾何学モデルの中では三角法の類似物として球面三角法が定義されるが、たとえば正弦定理一つとってみても、それは我々の良く知る三角法とは大きく様相を違えるものになっていることを知ることができるだろう。
また平面においては二点を通る直線はただひとつだが、リーマン球面においては北極と南極のように球の中心に対して互いに対称の位置にある二点を通る直線はいくつも（無限個）存在する
(実際は球面上の対照点は同一視するのである。これにより任意の二"直線"はただ一つの"点"で交わることになる)。
あるいは、リーマン球面は平面に無限遠点をただ一つだけ加えることによって実現される。このとき、平面上で互いに平行であった二つの直線は、曲面上に移されればやはり無限遠点において必ず交点を持ってしまうから、この意味でも確かに平行線が存在しなくなっていることがわかる。
- 射影平面について

リーマン球面とは異なり、(ユークリッド幾何学の意味で)平行な直線群ごとにそれぞれ異なる一つずつの無限遠点を追加した平面を考えることもできる。このような平面を射影平面といい、リーマン球面と同様に(たがいに平行な場合も含めて)二直線が必ず交わる幾何学が成立する。その体系を射影幾何学という。射影幾何学では長さの概念を用いないことが特徴的である。